# Ecoprassia
L'ecoprassia consiste nell'imitazione spontanea di movimenti osservati e nell'incapacità di reprimere la tendenza ad imitare. Il paziente produce quindi una sorta di eco di un movimento che ha visto fare.
Anche se è considerato un tic, l'ecoprassia è una caratteristica comportamentale che compare in associazione ad alcuni disturbi, come la sindrome di Tourette, la schizofrenia e l'autismo.